# Ernő Gereben
Ernő Gereben est un joueur d'échecs hongrois puis suisse né le 16 juin 1907 à Sopron (sous le nom allemand de Ernst Grünfeld) et mort le 16 mai 1988 à Thoune.

## Biographie et carrière
Ernő Gereben finit deuxième du Championnat de Hongrie à quatre reprises (en 1935, 1937, 1946 et 1948). Avant la Seconde Guerre mondiale, il remporta l'olympiade non officielle de Munich en 1936 avec la Hongrie.. 
Il reçut le titre de maître international lors de la création du titre en 1950.
En 1956, Gereben émigra en Suisse. À la fin des années 1950, il remporta le tournoi B de Beverwijk (tournoi des hauts fourneaux) en 1958 et 1959. Il finit deuxième du championnat de Suisse en 1961, 1970 et 1974.

## Olympiades d'échecs
Gereben joua au huitième échiquier de la Hongrie lors de l'olympiade d'échecs officieuse disputée à Munich en 1936 et la Hongrie remporta l'olympiade devant la Pologne. Gereben disputa tous les matchs sauf celui contre l'Islande  et marqua 13 points sur 19.
Après la Seconde Guerre mondiale, Gereben représenta la Hongrie lors de l'Olympiade d'échecs de 1954 (il disputa quinze matchs et marqua 9 points sur 15) et la  Suisse lors de trois olympiades (en 1970 (8,5/16 au 3e échiquier), 1972 et 1974).